# 後藤道夫 (社会学者)
後藤 道夫（ごとう みちお、1947年 - ）は、日本の哲学者、社会学者。専攻は社会哲学・現代社会論。都留文科大学名誉教授、非営利・協同総合研究所副理事長、福祉国家構想研究会共同代表、東京学習会議東京労働学校長。

## 人物・経歴
福島県出身。東京大学理学部卒業後、1977年一橋大学大学院社会学研究科博士課程単位取得退学。指導教官は岩崎允胤。
2004年唯物論研究協会委員長。2013年3月まで都留文科大学教授。都留文科大学名誉教授、非営利・協同総合研究所副理事長。福祉国家構想研究会共同代表、東京学習会議副会長、東京労働学校長。
現代日本の貧困を「ワーキングプア」と「日本型雇用の崩壊」という観点で分析し、現代日本社会の貧困に対処するための提言を行っている。

## 主張
主要な著書である『ワーキングプア原論』では、1990年代以降のワーキングプアの大量出現の実体とその原因である日本型雇用の崩壊、日本の社会保障制度の脆弱性について指摘している。現代の若者の失業を若者の資質とする「ニート・フリーター論」に異議を唱え、多くの若者の貧困の原因は日本型雇用の崩壊にあるとし、企業横断的労働市場の整備とそれに見合った社会保障制度の必要性を説く。
各種の座談会・検討会・あるいは講演などにおいて日本型雇用の崩壊に象徴される社会構造の変化と、それに伴う高失業・非正規雇用の増加・ワーキングプアの大量出現の現状を分析し、それへの対応として新たな福祉国家構想を呼びかける。
1990年代までの後藤はマルクスとエンゲルスを研究し、現代社会にあわせてマルクス主義の修正を試みる。また、日本社会の特殊な社会構造を理解するための理論を考える。後藤は帝国主義の概念を現代社会に適用して「現代帝国主義の新たな段階」が生成しているとしている。

## 著書
単著
- 『ワーキングプア原論』花伝社、2011年、ISBN 978-4-7634-0604-0
- 『戦後思想ヘゲモニーの終焉と新福祉国家構想』旬報社、2006年、ISBN 4-8451-0996-4
- 『反「構造改革」』青木書店、2002年、ISBN 4-250-20210-0
- 『収縮する日本型<大衆社会>』旬報社、2001年、ISBN 4-8451-0655-8

監修、共著、等
- 渡辺憲正,後藤道夫,平子友長,蓑輪明子 編.『資本主義を超える マルクス理論入門』大月書店、2016年
- 横山壽一 編著 ; 日本医療総合研究所 監修『皆保険を揺るがす「医療改革」』新日本出版社、2013年、ISBN 978-4-406-05691-5
- 後藤道夫、布川日佐史、福祉国家構想研究会 編著『失業・半失業者が暮らせる制度の構築』大月書店、2013年、ISBN 978-4-272-36073-4
- 伊田広行, 中島幸子, 後藤道夫 監修・執筆 ; しまね女性センター 編『学生のためのライフデザイン支援講座記録集 : 平成23年度ライフデザイン支援ブックレット』しまね女性センター、2012年
- 萱野稔人 編『ベーシックインカムは究極の社会保障か』堀之内出版、2012年、ISBN 978-4-906708-50-5
- 福祉国家と基本法研究会、井上英夫、後藤道夫、渡辺治 編著『新たな福祉国家を展望する』旬報社、2011年、ISBN 978-4-8451-1227-2
- 渡辺治、進藤兵 編『東京をどうするか : 福祉と環境の都市構想』岩波書店、2011年、ISBN 978-4-00-025799-2
- 日本科学者会議 編『憲法と現実政治』本の泉社、2010年、ISBN 978-4-7807-0246-0
- 日本教育行政学会 編『変動期の教育費・教育財政』日本教育行政学会、2010年、ISBN 978-4-87380-409-5
- 豊泉周治、佐藤和夫、高山智樹 編.『生きる意味と生活を問い直す』青木書店、2009年、ISBN 978-4-250-20914-7
- 渡辺治、二宮厚美、岡田知弘、後藤道夫 著.『新自由主義か新福祉国家か』旬報社、2009年、ISBN 978-4-8451-1155-8 :
- 後藤道夫、木下武男 著『なぜ富と貧困は広がるのか』旬報社、2009年、ISBN 978-4-8451-1126-8
- 遠藤公嗣、河添誠、木下武男、後藤道夫、小谷野毅、今野晴貴、田端博邦、布川日佐史, 本田由紀 著『労働、社会保障政策の転換を : 反貧困への提言』岩波書店、2009年、ISBN 978-4-00-009446-7
- 湯浅誠、河添誠 編 ; 本田由紀、中西新太郎、後藤道夫 編著『「生きづらさ」の臨界』旬報社、2008年、ISBN 978-4-8451-1096-4
- 後藤道夫、吉崎祥司、竹内章郎、中西新太郎、渡辺憲正 著『格差社会とたたかう』青木書店、2007年、ISBN 978-4-250-20702-0
- 京都府保険医協会 編、伊藤周平、唐鎌直義、後藤道夫、竹下義樹、久保佐世 著『社会保障でしあわせになるために』かもがわ出版、2007年、ISBN 978-4-7803-0126-7
- 日野秀逸 編著、国民医療研究所 監修『市場化の中の「医療改革」』新日本出版社、2005年、ISBN 4-406-03200-2
- 竹内章郎、中西新太郎、後藤道夫、小池直人、吉崎祥司 著『平等主義が福祉をすくう』青木書店、2005年、ISBN 4-250-20535-5
- 後藤道夫 編著『岐路に立つ日本』吉川弘文館、2004年、ISBN 4-642-00828-4
- 日本図書館協会図書館政策委員会 編『現代社会と図書館の課題 :』日本図書館協会、2004年、ISBN 4-8204-0402-4
- 渡辺治 編.『高度成長と企業社会』吉川弘文館、2004年、ISBN 4-642-00827-6
- 後藤道夫、山科三郎 編著『ナショナリズムと戦争』大月書店、2004年、ISBN 4-272-20084-4
- 渡辺治, 後藤道夫 編著『「新しい戦争」の時代と日本』大月書店、2003年、ISBN 4-272-20081-X
- 渡辺治, 後藤道夫 編『講座現代日本』1～4　大月書店、1997年
- 後藤道夫 編『日常世界を支配するもの』大月書店、1995年、ISBN 4-272-40194-7
- 東京唯物論研究会 編『戦後思想の再検討』白石書店、1986年